# 4 września
4 września jest 247. (w latach przestępnych 248.) dniem w kalendarzu gregoriańskim. Do końca roku pozostaje 118 dni.

## Święta
- Imieniny obchodzą: Bonifacy, Boromea, Daniela, Ermegarda, Felicyta, Gwidona, Heliodora, Hermiona, Ida, Imelda, Irmegarda, Iwo, Iwona, Julian, Kandyda, Kanizja, Kanuta, Katarzyna, Liliana, Lilianna, Marceli, Maria, Mojżesz, Przemysł, Przemysław, Rajmunda, Rościgniew, Rozalia, Scypion, Sergia, Stella i Teodor.
- Wspomnienia i święta w Kościele katolickim[1][2] obchodzą:
  - św. Bonifacy I (papież)
  - bł. Katarzyna z Racconigi (tercjarka dominikańska)
  - bł. Maria Felicyta (zakonnica)
  - bł. Maria od św. Cecylii z Rzymu (zakonnica)
  - św. Mojżesz (prorok)
  - 11 bł. męczennic z Nowogródka (Kościół katolicki w Polsce, za Martyrologium Rzymskim 1 sierpnia)
  - św. Rozalia z Palermo (dziewica)

## Wydarzenia w Polsce
- 1437 – Były wielki książę litewski Świdrygiełło poddał się Koronie Polskiej.
- 1513 – Król Czech i Węgier Władysław Jagiellończyk nadał prawa miejskie Kowarom.
- 1665 – Rokosz Lubomirskiego: klęska wojsk królewskich w bitwie pod Częstochową.
- 1794 – Insurekcja kościuszkowska: zwycięstwo wojsk rosyjskich w bitwie pod Lubaniem.
- 1844 – Położono kamień węgielny pod budowę Twierdzy Boyen w Giżycku.
- 1860 – Do Wilna od strony Dyneburga wjechał pierwszy pociąg.
- 1879 – W Aleksandrowie Kujawskim spotkali się cesarz Rosji Aleksander II Romanow i cesarz Niemiec Wilhelm I Hohenzollern.
- 1895 – W Warszawie otwarto Średnią Szkołę Mechaniczno-Techniczną.
- 1909 – Aleksander Miller został ostatnim rosyjskim prezydentem Warszawy.
- 1913 – W jednej z pierwszych katastrof lotniczych w Europie w miejscowości Gać na Dolnym Śląsku (ok. 5 km od Oławy) zginęło dwóch niemieckich pilotów wojskowych. Miejsce upamiętniono obeliskiem w szczerym polu.
- 1939 – Kampania wrześniowa:
  - Na stacji w Białej Piskiej na terenie ówczesnych Prus Wschodnich załoga samolotu PZL.23 Karaś z 51. eskadry rozpoznawczej ostrzelała i obrzuciła bombami niemiecki pociąg przewożący uzbrojenie i sprzęt wojskowy.
  - Niemieccy żołnierze rozstrzelali z inspiracji niemieckich osadników z Marianowa i Wolnicy Grabowskiej 22 mieszkańców Szczawna koło Sieradza.
  - Niemieckie samoloty zbombardowały i ostrzelały 6 zgromadzonych na stacji Nieszawa Waganiec transportów ewakuacyjnych oczekujących na naprawę uszkodzonego toru.
  - Rozpoczęła się ewakuacja centralnych instytucji państwowych z Warszawy.
  - W czasie tzw. „krwawego poniedziałku” w Częstochowie żołnierze Wehrmachtu zastrzelili na ulicach około 500 mieszkańców miasta.
  - W Katowicach Niemcy rozstrzelali ok. 80 obrońców miasta i spalili Synagogę Wielką.
  - W nocy z 3 na 4 września żołnierze batalionu ON „Rawicz” rozstrzelali w Małachowie koło Śremu 10 obywateli polskich narodowości niemieckiej.
  - Wojska niemieckie wkroczyły do Grudziądza.
  - W wyniku niemieckiego bombardowania zniszczeniu uległo ok. 70% Podlaskiej Wytwórni Samolotów w Białej Podlaskiej.
  - Zwycięstwa wojsk niemieckich w bitwach pod Mławą i pod Rajskiem.
  - Nocą z 4 na 5 wyjechał z Warszawy konwój z zapasami złota, banknotów i papierów wartościowych o wadze ok. 100 ton kierując się w stronę Lublina[3].
- 1942:
  - Późniejszy wieloletni premier PRL Józef Cyrankiewicz trafił z więzienia Montelupich w Krakowie do obozu koncentracyjnego Auschwitz.
  - W Mielnicy na Wołyniu Niemcy rozstrzelali 700–1200 Żydów.
- 1944:
  - 35. dzień powstania warszawskiego: Niemcy zbombardowali Powiśle i Śródmieście północne. Uszkodzenie elektrowni spowodowało przerwanie dostaw prądu.
  - Komisja Okręgowa do Spraw Wojny Totalnej przy Komisarzu Obrony Rzeszy w Gdańsku zakończyła opracowywanie tajnego planu ewakuacji ludności cywilnej oraz organów partyjnych i państwowych z okręgu Gdańsk-Prusy Zachodnie.
  - W nocy z 3 na 4 września 1944 wydzielony oddział kawalerii z Grupy AK „Kampinos” dokonał udanego wypadu na kwaterujące w Marianowie dwie kompanie z Brygady Szturmowej SS RONA. Za cenę niewielkich strat własnych całkowicie rozbito przeciwnika, zdobywając przy tym sporo broni i wojskowego oporządzenia.
- 1949 – Włoch Francesco Locatelli wygrał 8. Tour de Pologne.
- 1957 – Wyemitowano pierwsze wydanie magazynu telewizyjnego Eureka.
- 1961 – Premiera filmu wojennego Dziś w nocy umrze miasto w reżyserii Jana Rybkowskiego.
- 1962 – W Katowicach otwarto Dom Handlowy „Zenit”.
- 1963 – Reprezentacja Polski w piłce nożnej pokonała w Szczecinie Norwegię 9:0, co przez następne 45 lat było jej najlepszym wynikiem w historii. W meczu tym swego pierwszego gola dla reprezentacji strzelił 16-letni Włodzimierz Lubański.
- 1965 – Przy ul. Ożarowskiej w Warszawie oddano do użytku tysięczną szkołę „tysiąclatkę”.
- 1966 – Prymas kardynał Stefan Wyszyński dokonał koronacji cudownego obrazu Matki Bożej Skalmierzyckiej koronami poświęconymi przez papieża Pawła VI.
- 1967 – W Poznaniu odsłonięto pomnik Stanisława Staszica.
- 1979 – Premiera filmu Panny z Wilka w reżyserii Andrzeja Wajdy.
- 1997 – Na antenie TVP1 wyemitowano pierwszy odcinek teleturnieju Jaka to melodia?
- 1999 – Oddano do użytku Radiowe Centrum Nadawcze w Solcu Kujawskim.
- 2010 – Otwarto halę widowiskowo-sportową Arena Legionowo.
- 2015 – Otwarto Narodowe Forum Muzyki im. Witolda Lutosławskiego we Wrocławiu.

## Wydarzenia na świecie

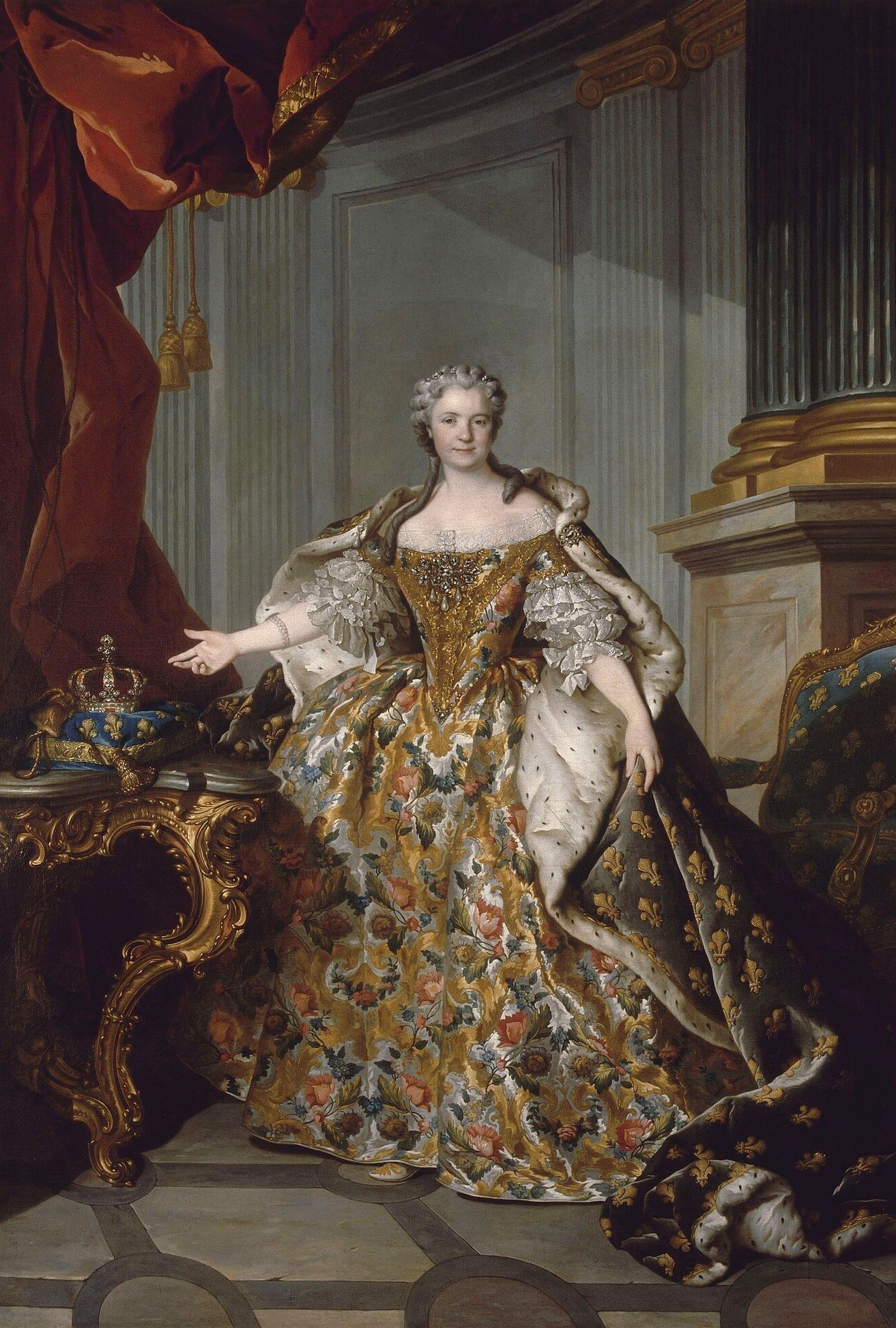
Maria Leszczyńska jako królowa Francji – obraz Louisa Tocqué

- 476 – Ostatni cesarz zachodniorzymski Romulus Augustulus został obalony i wygnany do Neapolu przez Odoakra.
- 626 – Tang Taizong został cesarzem Chin.
- 917 – Rekonkwista: król Galicji i Leónu Ordoño II pokonał muzułmanów w bitwie pod San Esteban de Gormaz.
- 1024 – Konrad II Salicki został wybrany na króla Niemiec.
- 1037 – (lub 1 września) Król Kastylii Ferdynand I Wielki pokonał w bitwie pod Tamarón swego szwagra, króla Leónu Bermudo III, który poległ w bitwie, a Ferdynand zajął jego miejsce.
- 1207 – Zwycięstwo Bułgarów nad łacinnikami w bitwie pod Mosynopolis.
- 1260 – Gibelini pokonali wojska florenckie w bitwie pod Montaperti.
- 1414 – W Arras podpisano układ pokojowy kończący wojnę domową Burgundczyków z Armaniakami.
- 1479 – W Alcáçovas podpisano układ pokojowy kończący wojnę o sukcesję kastylijską.
- 1517 – Marcin Luter opublikował pracę naukową Disputatio contra scholasticam theologiam.
- 1564 – I wojna północna: wojska króla Szwecji Eryka XIV Wazy dokonały masakry 2 tys. mieszkańców Ronneby.
- 1609 – Angielski żeglarz Henry Hudson dopłynął do brzegów wyspy Manhattan.
- 1669 – VI wojna wenecko-turecka: kapitulacja weneckiej twierdzy Kandia na Krecie.
- 1700 – Utworzono Kościół Rumuński Zjednoczony z Rzymem.
- 1702 – Daltaban Mustafa Pasza został wielkim wezyrem Imperium Osmańskiego.
- 1725 – W Fontainebleau król Francji Ludwik XV poślubił Marię Leszczyńską.
- 1774 – James Cook odkrył Nową Kaledonię.
- 1781 – Hiszpańscy osadnicy założyli Los Angeles.
- 1796 – I koalicja antyfrancuska: zwycięstwo wojsk francuskich nad austriackimi w bitwie pod Rovereto.
- 1797 – We Francji udaremniono rojalistyczny zamach stanu.
- 1800 – Kapitulacją francuskiego garnizonu w Valletcie przed wojskami brytyjskimi zakończyła się dwuletnia okupacja Malty, która została ogłoszona protektoratem brytyjskim.
- 1838 – Henriette d’Angeville weszła, jako druga kobieta, na szczyt Mont Blanc.
- 1841 – W Wielkiej Brytanii powołano drugi rząd Roberta Peela.
- 1843 – W Rio de Janeiro cesarz Brazylii Piotr II poślubił Teresę Burbon-Sycylijską.
- 1849 – Amerykanin C.S. Bishop opatentował pierwszą zamiatarkę.
- 1864 – Wojna secesyjna: nierozstrzygnięta bitwa pod Berryville.
- 1867 – Założono angielski klub piłkarski Sheffield Wednesday F.C.
- 1869 – Ukazało się pierwsze wydanie dziennika „The Fiji Times”.
- 1870 – Wojna francusko-pruska: po klęsce armii francuskiej pod Sedanem i wzięciu do niewoli cesarza Napoleona III w Paryżu proklamowano III Republikę Francuską i utworzono Rząd Obrony Narodowej, na czele którego stanął gen. Louis Jules Trochu.
- 1880:
  - Adolfo Saguier został prezydentem Paragwaju.
  - Austriacki astronom Johann Palisa odkrył planetoidę (218) Bianca.
- 1882 – Przy Pearl Street w Nowym Jorku Thomas Alva Edison uruchomił pierwszą na świecie komercyjną elektrownię. Posiadała ona 6 generatorów prądu stałego, z których każdy był napędzany silnikiem parowym o mocy 125 KM.
- 1885 – Podczas wodowania zatonął amerykański okręt podwodny „Holland IV”.
- 1886 – jeden z wodzów Apaczy Chiricahua Geronimo i jego 38 ludzi skapitulowali przed armią amerykańską w Kanionie Szkieletów w Arizonie.
- 1888:
  - Amerykanin George Eastman otrzymał patent na aparat fotograficzny na błonę zwojową i zarejestrował znak towarowy Kodak.
  - Papua została anektowana przez Wielką Brytanię.
- 1890 – Most Karola w Pradze został poważnie uszkodzony w wyniku powodzi.
- 1891 – Johann Palisa odkrył planetoidę (315) Constantia.
- 1899 – Otwarcie Stadionu White Hart Lane
- 1900 – Na ulice Helsinek wyjechały pierwsze tramwaje elektryczne.
- 1905 – Niemiecki astronom Paul Götz odkrył planetoidę (571) Dulcinea.
- 1907 – Podpisano układ w Christianii (obecnie Oslo), na mocy którego Francja, Rosja, Niemcy i Wielka Brytania uznały granice Norwegii po zerwaniu przez nią unii ze Szwecją w 1905 roku.
- 1913 – 14 osób zginęło, a 11 zostało rannych w strzelaninach popełnionych przez szaleńca nieopodal Stuttgartu w Cesarstwie Niemieckim.
- 1916 – Premiera filmu niemego Charlie i hrabia w reżyserii i z udziałem Charliego Chaplina.
- 1921 – Założono Komunistyczną Partię Belgii.
- 1923 – W Lakehurst w stanie New Jersey wzbił się w powietrze pierwszy amerykański sterowiec USS „Shenandoah”.
- 1930 – Na londyńskim West Endzie otwarto Cambridge Theatre.
- 1936 – Francisco Largo Caballero został premierem Hiszpanii.
- 1938 – W dzielnicy Londynu Edmonton rozbił się bombowiec Hawker Hart, w wyniku czego zginął pilot i 12 osób na ziemi, a 17 kolejnych zostało rannych.
- 1939:
  - Dziwna wojna: pierwsze oddziały Brytyjskiego Korpusu Ekspedycyjnego przybyły do Francji i zajęły pozycje wzdłuż granicy belgijskiej.
  - Japonia ogłosiła neutralność w II wojnie światowej.
- 1940:
  - Ion Antonescu został premierem Rumunii.
  - Powstał America First Committee – czołowa amerykańska izolacjonistyczna grupa nacisku, której celem było niedopuszczenie, by USA stały się stroną w II wojnie światowej.
- 1941:
  - Bitwa o Atlantyk: na południowy zachód od Islandii doszło do pierwszego w czasie wojny morskiego starcia niemiecko-amerykańskiego między okręt podwodnym U-652 i niszczycielem USS „Greer”. Po nieskutecznym wystrzeleniu torped i zrzuceniu bomb głębinowych jednostki utraciły kontakt.
  - W obozie pracy przymusowej w Prawieniszkach na Litwie rozstrzelano 253 lub 353 Żydów.
- 1942:
  - Podczas nalotu bombowego RAF na Bremę został zniszczony wystawiany w Kunsthalle Bremen obraz Waszyngton przeprawia się przez rzekę Delaware Emanuela Leutzego.
  - Premiera amerykańskiego filmu wojenno-przygodowego Przez Pacyfik w reżyserii Johna Hustona i Vincenta Shermana.
- 1944:
  - Finlandia zawarła rozejm z ZSRR.
  - Front zachodni: wojska brytyjskie wyzwoliły Antwerpię.
- 1945 – Wojna na Pacyfiku: skapitulował japoński garnizon na wyspie Wake.
- 1946 – Krótko po starcie z Paryża rozbił się mający lecieć do Londynu Douglas DC-3 linii Air France, w wyniku czego zginęło 20 osób, a 6 zostało rannych.
- 1948 – Królowa Holandii Wilhelmina abdykowała na rzecz córki Juliany.
- 1949 – Dokonano oblotu brytyjskiego samolotu pasażerskiego Bristol Brabazon.
- 1951 – Odbył się pierwszy międzykontynentalny przekaz programu telewizyjnego (wystąpienie prezydenta USA Harry’ego S. Trumana).
- 1956 – Amerykańskie przedsiębiorstwo IBM wprowadziło do sprzedaży napędy pierwszego dysku twardego.
- 1957 – W Wielkiej Brytanii opublikowano Raport Wolfendena dotyczący sytuacji prawnej homoseksualizmu i prostytucji.
- 1960 – Real Madryt został pierwszym w historii zdobywcą Pucharu Interkontynentalnego, pokonując w rewanżowym meczu na własnym boisku CA Peñarol 5:1. Pierwszy mecz w Urugwaju zakończył się wynikiem 0:0.
- 1963 – 80 osób zginęło w katastrofie lecącego z Zurychu do Genewy samolotu Sud Aviation Caravelle linii Swissair.
- 1964:
  - 39 osób zginęło w katastrofie lecącego z Vitórii do Rio de Janeiro samolotu Vickers Viscount linii VASP.
  - Eduardo Frei wygrał wybory prezydenckie w Chile.
  - W Szkocji otwarto Forth Road Bridge.
  - W USA wykonano ostatni wyrok śmierci za przestępstwo inne niż morderstwo. W stanie Alabama stracono skazanego za rozbój Jamesa Coburna.
- 1965 – Przebywający w norweskim mieście Kirkenes 27-letni amerykański turysta Newcomb Mott przekroczył nielegalnie pobliską granicę z ZSRR, gdzie został aresztowany. Po skazaniu na półtora roku pozbawienia wolności (według oficjalnej wersji) popełnił samobójstwo w czasie transportu pociągiem do obozu pracy.
- 1968:
  - Arabscy terroryści zdetonowali 3 bomby koło dworca autobusowego w centrum Tel Awiwu, w wyniku czego zginął Izraelczyk, a 71 osób zostało rannych.
  - Prezydent Konga Alphonse Massamba-Débat został obalony w wojskowym zamachu stanu przeprowadzonym przez majora Mariena Ngouabiego.
- 1970 – Socjalista Salvador Allende wygrał wybory prezydenckie w Chile.
- 1971 – 111 osób zginęło pod Juneau na Alasce w katastrofie lecącego z Anchorage do Seattle Boeinga 727 należącego do Alaska Airlines.
- 1972:
  - Podczas XX Letnich Igrzysk Olimpijskich w Monachium amerykański pływak Mark Spitz, zwyciężając wraz z kolegami z reprezentacji w sztafecie 4 × 100 m stylem zmiennym mężczyzn, jako pierwszy sportowiec w historii zdobył siódmy złoty medal w czasie jednych igrzysk.
  - Z Muzeum Sztuk Pięknych w Montrealu trzech uzbrojonych napastników skradło 18 obrazów (autorstwa m.in. Brueghela starszego, Corota, Delacroix, Rubensa i Gainsborough) oraz kilka rzeźb i biżuterię. Oprócz jednego obrazu, który został zwrócony w geście dobrej woli w czasie negocjacji o kwocie okupu, pozostałych nigdy nie odnaleziono ani nie ustalono sprawców.
- 1974 – USA i NRD nawiązały stosunki dyplomatyczne.
- 1977 – Dżibuti zostało przyjęte do Ligi Państw Arabskich.
- 1981 – Celso Torrelio Villa został prezydentem Boliwii.
- 1984 – W stolicy Chile Santiago został zamordowany duszpasterz biedoty ks. André Jarlan.
- 1985 – 52 osoby zginęły w katastrofie samolotu An-26 w afgańskim Kandaharze.
- 1989 – 171 osób zginęło w katastrofie Iła-62M na Kubie.
- 1990 – Mike Moore został premierem Nowej Zelandii.
- 1992 – Były bułgarski przywódca komunistyczny Todor Żiwkow został skazany na karę 7 lat pozbawienia wolności za defraudację.
- 1993 – Papież Jan Paweł II rozpoczął podróż apostolską na Litwę, Łotwę i do Estonii.
- 1998 – Założono amerykańskie przedsiębiorstwo z branży internetowej Google Inc.
- 1999 – 64 osoby zginęły, a 133 zostały ranne w zamachu na budynek zamieszkany przez rodziny rosyjskich wojskowych w Bujnaksku (Dagestan).
- 2006 – Mirek Topolánek został premierem Czech.
- 2007 – Co najmniej 25 osób zginęło, a 60 zostało rannych w podwójnym samobójczym zamachu bombowym w pobliżu wojskowej kwatery głównej w pakistańskim mieście Rawalpindi.
- 2009 – Około 90 osób zginęło w północnym Afganistanie w natowskim bombardowaniu dwóch zrabowanych przez talibów cystern z paliwem.
- 2010 – W regionie Canterbury w Nowej Zelandii miało miejsce trzęsienie ziemi o sile 7,1 stopnia w skali Richtera.
- 2012 – 42 osoby zginęły, a 24 zostały ranne katastrofie autobusu w Zerkten w Maroku.
- 2013:
  - Ibrahim Boubacar Keïta został prezydentem Mali.
  - Wojna domowa w Syrii: rozpoczęła się bitwa w Maluli.
- 2015 – Została zdelegalizowana Komunistyczna Partia Kazachstanu.
- 2016 – Papież Franciszek dokonał kanonizacji bł. Matki Teresy z Kalkuty.
- 2017 – Premiera amerykańsko-brytyjskiego filmu kryminalnego Trzy billboardy za Ebbing, Missouri w reżyserii Martina McDonagha.
- 2022 – Papież Franciszek dokonał beatyfikacji swojego poprzednika Jana Pawła I.

## Urodzili się
- 1241 – Aleksander III, król Szkocji (zm. 1286)
- 1249 – Amadeusz V Wielki, hrabia Sabaudii (zm. 1323)
- 1383 – Amadeusz VIII, hrabia i książę Sabaudii, antypapież Feliks V (zm. 1451)
- 1504 – Antoine de Noailles, francuski hrabia, admirał, dyplomata (zm. 1562)
- 1557 – Zofia, księżniczka meklemburska, królowa duńska i norweska (zm. 1631)
- 1560 – Karol Wittelsbach, hrabia palatyn i książę Palatgynatu-Zweibrücken-Birkenfeld (zm. 1600)
- 1563 – Wanli, cesarz Chin (zm. 1620)
- 1596 – Constantijn Huygens, holenderski prozaik, poeta, uczony, tłumacz, dyplomata, podróżnik (zm. 1687)
- 1611 – Jerzy III, książę brzeski i legnicki (zm. 1664)
- 1681 – Carl Heinrich Biber, austriacki kompozytor, skrzypek (zm. 1749)
- 1702 – Legall de Kermeur, francuski szachista (zm. 1792)
- 1719 – Johann Conrad Seekatz, niemiecki malarz  (zm. 1768)
- 1729:
  - Juliana Maria, księżniczka brunszwicka, królowa Danii i Norwegii (zm. 1796)
  - Ludwik Ferdynand de France, delfin Francji (zm. 1765)
- 1732 – Johann Franz Otto, niemiecki organista, kompozytor (zm. 1805)
- 1746 – (data chrztu) Johann Christian Ruberg, niemiecki wynalazca w dziedzinie metalurgii (zm. 1807)
- 1755 – Axel Fersen, szwedzki arystokrata (zm. 1810)
- 1766 – Louis Charles Vincent Le Blond de Saint-Hilaire, francuski generał (zm. 1809)
- 1768 – François-René de Chateaubriand, francuski pisarz, polityk, dyplomata (zm. 1848)
- 1782 – Karel Boromejský Hanl z Kirchtreu, czeski duchowny katolicki, biskup kralovohradecki pochodzenia niemieckiego (zm. 1874)
- 1787 – Bonawentura Niemojowski, polski ziemianin, prawnik, polityk (zm. 1835)
- 1791 – Jan Svatopluk Presl, czeski przyrodnik (zm. 1849)
- 1796 – Peter Fendi, austriacki malarz, grafik (zm. 1842)
- 1800 – Paulina, królowa Wirtembergii (zm. 1873)
- 1803 – Sarah Polk, amerykańska pierwsza dama (zm. 1891)
- 1809:
  - Luigi Federico Menabrea, włoski inżynier, matematyk, generał, polityk, premier Włoch (zm. 1896)
  - Manuel Montt, chilijski polityk, prezydent Chile (zm. 1880)
  - Juliusz Słowacki, polski poeta, dramaturg, epistolograf, wieszcz narodowy (zm. 1849)
- 1810 – Donald McKay, amerykański konstruktor statków pochodzenia kanadyjskiego (zm. 1880)
- 1811 – Marie Pleyel, francuska pianistka, kompozytorka, pedagog (zm. 1875)
- 1815 – Józef Władysław Krogulski, polski kompozytor, pianista, dyrygent chóralny, pedagog (zm. 1842)
- 1819 – Arthur von Ramberg, austriacki malarz (zm. 1875)
- 1824 – Anton Bruckner, austriacki kompozytor (zm. 1896)
- 1826:
  - Piotr Albiedinski, rosyjski generał, urzędnik państwowy (zm. 1883)
  - Willard Warner, amerykański polityk, senator (zm. 1906)
- 1832 – Antonio Agliardi, włoski kardynał (zm. 1915)
- 1833 – Serafino Cretoni, włoski kardynał (zm. 1909)
- 1835 – Robert Dorr, niemiecki historyk, archeolog, matematyk, wykładowca akademicki (zm. 1919)
- 1837:
  - Edward Gibson, brytyjski arystokrata, polityk (zm. 1913)
  - Albert Grau, niemiecki architekt (zm. 1900)
  - Zhang Zhidong, chiński polityk (zm. 1909)
- 1838 – Achille Millien, francuski poeta, folklorysta (zm. 1927)
- 1840 – Wilhelm, holenderski książę, następca tronu (zm. 1879)
- 1841 – Albert Joseph Moore, brytyjski malarz (zm. 1893)
- 1843:
  - Ján Levoslav Bella, słowacki duchowny i teolog katolicki, kompozytor, dyrygent, pedagog (zm. 1936)
  - Charles Dilke, brytyjski arystokrata, polityk (zm. 1911)
- 1844:
  - Józef Dziędzielewicz, polski entomolog, prawnik (zm. 1918)
  - Ernst Windisch, niemiecki językoznawca, wykładowca akademicki (zm. 1918)
- 1845 – James McCoy, polityk z Pitcairn (zm. 1924)
- 1848 – George Edward Dobson, irlandzki chirurg wojskowy, zoolog, fotograf (zm. 1895)
- 1849:
  - Elfriede Jaksch, łotewsko-niemiecka pisarka (zm. 1897)
  - Józef Kaczyński, polski ogrodnik (zm. 1918)
- 1850 – Luigi Cadorna, włoski dowódca wojskowy, marszałek Włoch (zm. 1928)
- 1851 – Hans von Chiari, austriacki patolog (zm. 1916)
- 1852 – Franciszek Aleksander Macharski, polski kupiec, filantrop (zm. 1934)
- 1853 – Hermann von Wissmann, niemiecki badacz Afryki, administrator kolonialny (zm. 1905)
- 1856 – Franklin Sumner Earle, amerykański mykolog, fitopatolog, wykładowca akademicki (zm. 1929)
- 1857 – Stefan Szyller, polski architekt, konserwator zabytków (zm. 1933)
- 1860 – Mikito Takayasu, japoński okulista (zm. 1938)
- 1865:
  - Tomasz Bartkiewicz, polski kompozytor, organista (zm. 1931)
  - Maria Karłowska, polska zakonnica, błogosławiona (zm. 1935)
  - Robert Warren, irlandzki rugbysta, sędzia sportowy (zm. 1940)
- 1866 – Simon Lake, amerykański kwakr, inżynier, wynalazca, konstruktor okrętów (zm. 1945)
- 1867 – Franz Gerger, austriacki kolarz szosowy i torowy (zm. 1937)
- 1868 – Wiktor Niesiołowski, polski generał brygady inżynier (zm. 1945)
- 1869 – Karl Seitz, austriacki polityk, pierwszy prezydent Austrii (zm. 1950)
- 1876 – Ilka Grüning, austriacko-amerykańska aktorka (zm. 1964)
- 1877 – Kārlis Ulmanis, łotewski polityk, premier i prezydent Łotwy (zm. 1942)
- 1878 – Jan Morawski, polski prawnik, polityk, kierownik resortu sprawiedliwości (zm. 1940)
- 1881 – Muhammad VIII, bej Tunisu i jedyny król Tunezji (zm. 1962)
- 1885:
  - Antonio Bacci, włoski kardynał (zm. 1971)
  - Wacław Czaczka-Ruciński, polski działacz niepodległościowy i samorządowy (zm. 1945)
  - Wincenty Prennushi, albański biskup katolicki, męczennik, błogosławiony (zm. 1949)
- 1886:
  - Jan Dobrowolski, polski botanik, farmaceuta (zm. 1958)
  - Sergiusz Zahorski, polski generał brygady, jeździec sportowy (zm. 1962)
- 1887 – Wacław Piotrowski, polski malarz (zm. 1967)
- 1888:
  - Louise Glaum, amerykańska aktorka (zm. 1970)
  - Oskar Schlemmer, niemiecki malarz, teoretyk sztuki (zm. 1943)
- 1890:
  - Eugeniusz Geppert, polski malarz (zm. 1979)
  - Michał Rola-Żymierski, polski dowódca wojskowy, marszałek Polski, polityk członek PKWN, minister obrony narodowej (zm. 1989)
  - Naima Wifstrand, szwedzka aktorka, reżyserka, kompozytorka (zm. 1968)
- 1891:
  - Seweryn Barbag, polski muzykolog, kompozytor (zm. 1944)
  - Fridolin von Senger und Etterlin, niemiecki generał (zm. 1963)
  - Fritz Todt, niemiecki inżynier, działacz nazistowski (zm. 1942)
- 1892:
  - Sarmento de Beires, portugalski major, pionier lotnictwa, poeta (zm. 1974)
  - Darius Milhaud, francuski kompozytor pochodzenia żydowskiego (zm. 1974)
  - Helmuth Plessner, niemiecki filozof, socjolog, wykładowca akademicki pochodzenia żydowskiego (zm. 1985)
- 1893 – Edward Fuller, amerykański żołnierz (zm. 1918)
- 1894 – Maria Zientara-Malewska, polska pisarka (zm. 1984)
- 1896:
  - Antonin Artaud, francuski prozaik, poeta, dramaturg, reżyser, aktor (zm. 1948)
  - Aspasia Manos, żona króla Grecji Aleksandra I (zm. 1972)
- 1898 – Charles Doe, amerykański rugbysta (zm. 1995)
- 1899:
  - Ida Kamińska, polska aktorka, reżyserka pochodzenia żydowskiego (zm. 1980)
  - Władysław Tomkiewicz, polski historyk (zm. 1982)
- 1900 – Andrzej Czarniak, polski architekt, narciarz (zm. 1952)
- 1901:
  - Wincenty Bartosiak, polski przedsiębiorca, armator (zm. 1985)
  - Aleksander Małecki, polski szermierz (zm. 1939)
- 1903:
  - Michał Danecki, polski aktor (zm. 1970)
  - Stanisław Iwański, polski aktor (zm. 1963)
  - Fernand Niel, francuski historyk, mediewista (zm. 1985)
  - Robert Milton Zollinger, amerykański pułkownik, chirurg (zm. 1992)
- 1904:
  - Sabin Carr, amerykański lekkoatleta, tyczkarz (zm. 1983)
  - Christian-Jaque, francuski reżyser i scenarzysta filmowy (zm. 1994)
- 1905:
  - Robert Alt, niemiecki pedagog, historyk wychowania (zm. 1978)
  - Maria Leonia Jabłonkówna, polska reżyserka teatralna, pisarka, poetka (zm. 1987)
  - Mary Renault, brytyjska pisarka (zm. 1983)
- 1906 – Max Delbrück, niemiecko-amerykański genetyk, mikrobiolog, biofizyk, laureat Nagrody Nobla (zm. 1981)
- 1907:
  - Maria Kotarba, polska kurierka ruchu oporu (zm. 1956)
  - Henry Palmé, szwedzki lekkoatleta, długodystansowiec (zm. 1987)
  - Eugenia Ravasio, włoska zakonnica, misjonarka, wizjonerka (zm. 1990)
- 1908:
  - Edward Dmytryk, amerykański reżyser filmowy pochodzenia ukraińskiego (zm. 1999)
  - Marek Leykam, polski architekt, historyk sztuki (zm. 1983)
  - Richard Wright, amerykański pisarz (zm. 1960)
- 1909:
  - František Pelcner, czechosłowacki piłkarz (zm. 1985)
  - Johannes Willebrands, holenderski duchowny katolicki, arcybiskup Utrechtu, prymas Holandii, kardynał (zm. 2006)
- 1910:
  - Georges Carrier, francuski koszykarz (zm. 1993)
  - Antal Szabó, węgierski piłkarz, bramkarz (zm. 1958)
- 1911 – John Robert Jones, walijski filozof (zm. 1970)
- 1912:
  - Günther Lützow, niemiecki pilot wojskowy, as myśliwski (zm. 1945)
  - Hans Zehetner, austriacki piłkarz ręczny, żołnierz (zm. 1942)
- 1913:
  - Renato Castellani, włoski reżyser filmowy (zm. 1985)
  - Stanford Moore, amerykański biochemik, laureat Nagrody Nobla (zm. 1982)
  - Kenzō Tange, japoński architekt (zm. 2005)
- 1914 – Włodzimierz Gutekunst, polski prawnik (zm. 1979)
- 1915:
  - Abdułchak Abdraziakow, radziecki i tatarski polityk (zm. 1984)
  - Jadwiga Chudzikowska, polska pisarka, eseistka (zm. 1995)
- 1916 – Przemysław Zieliński, polski aktor, reżyser (zm. 1990)
- 1917:
  - Pál Maléter, węgierski generał, polityk (zm. 1958)
  - Keith Smith, australijski pisarz, prezenter radiowy i telewizyjny (zm. 2011)
- 1918:
  - Edwin Homer Ellison, amerykański chirurg (zm. 1970)
  - Bill Talbert, amerykański tenisista (zm. 1999)
  - Antoni Żubryd, polski żołnierz partyzantki antykomunistycznej (zm. 1946)
- 1919:
  - Karl-Robert Ameln, szwedzki żeglarz sportowy (zm. 2016)
  - Gualtiero Jacopetti, włoski dziennikarz, reżyser i scenarzysta filmów dokumentalnych (zm. 2011)
  - Joseph F. Maguire, amerykański duchowny katolicki, biskup Springfield (zm. 2014)
- 1920:
  - Clemar Bucci, argentyński kierowca wyścigowy (zm. 2011)
  - Jackie Holmes, amerykański kierowca wyścigowy (zm. 1995)
  - Michał Kwaśniewicz, polski polityk, poseł na Sejm PRL (zm. 2014)
  - Izabella Wilczyńska-Szalawska, polska aktorka (zm. 2012)
- 1921:
  - Irma Czaykowska, polska reżyserka teatralna i telewizyjna (zm. 1989)
  - Michał Jaworski, polski językoznawca, dydaktyk (zm. 1996)
  - Andriej Kułagin, radziecki pułkownik pilot, as myśliwski (zm. 1980)
  - Fred Norris, brytyjski lekkoatleta, długodystansowiec (zm. 2006)
  - Ariel Ramírez, argentyński pianista, kompozytor (zm. 2010)
- 1922:
  - Rosalio José Castillo Lara, wenezuelski kardynał (zm. 2007)
  - Bogdan Celichowski, polski architekt (zm. 2016)
  - Ramón Malla Call, hiszpański duchowny katolicki, biskup Lleidy, administrator apostolski sede vacante La Seu d’Urgell i tymczasowy współksiążę episkopalny Andory (zm. 2014)
  - Hirotarō Narabayashi, japoński neurochirurg (zm. 2001)
  - Walther Reyer, austriacki aktor (zm. 1999)
- 1923:
  - Moisés Blanchoud, argentyński duchowny katolicki, biskup Río Cuarto, arcybiskup Salty (zm. 2016)
  - John H. Noble, amerykański więzień łagrów, pisarz (zm. 2007)
  - Lech Zahorski, polski plastyk, grafik, scenograf, satyryk, dziennikarz (zm. 1993)
- 1924:
  - Joan Aiken, brytyjska pisarka (zm. 2004)
  - Barbara Bittnerówna, polska tancerka baletowa (zm. 2018)
  - Władimir Danilewicz, rosyjski animator, reżyser, scenarzysta, dyrektor artystyczny (zm. 2001)
  - Jerzy Ficowski, polski poeta, prozaik, tłumacz, autor tekstów piosenek, badacz folkloru cygańskiego (zm. 2006)
  - Mary Bevis Hawton, australijska tenisistka (zm. 1981)
  - Justinas Lagunavičius, litewski koszykarz (zm. 1997)
- 1925:
  - Leo Apostel, belgijski filozof (zm. 1995)
  - Stanisław Horak, polski poeta, prozaik (zm. 1990)
  - Mikołaj Rostworowski, polski poeta, eseista (zm. 1984)
- 1926:
  - Jewgienij Andriejew, radziecki spadochroniarz doświadczalny (zm. 2000)
  - Mieczysław Dębicki, polski generał dywizji, polityk, prezydent Warszawy (zm. 2001)
  - Elias Hrawi, libański polityk, prezydent Libanu (zm. 2006)
  - Ivan Illich, austriacki filozof pochodzenia żydowskiego (zm. 2002)
- 1927:
  - Robert Fossier, francuski historyk (zm. 2012)
  - Aleksandr Matinczenko, radziecki podpułkownik lotnictwa, kosmonauta (zm. 1999)
  - John McCarthy, amerykański informatyk (zm. 2011)
  - Bill Stout, amerykański dziennikarz (zm. 1989)
  - Bernardino Zapponi, włoski pisarz, scenarzysta filmowy (zm. 2000)
- 1928:
  - Manzoor Hussain Atif, pakistański hokeista na trawie (zm. 2008)
  - Dominique Colonna, francuski piłkarz, trener (zm. 2023)
  - George Fitzsimons, amerykański duchowny katolicki, biskup Saliny (zm. 2013)
  - Janusz Jasiński, polski historyk
  - Edward Soczewiński, polski chemik (zm. 2016)
  - Mieczysław Welter, polski rzeźbiarz
  - Dick York, amerykański aktor (zm. 1992)
- 1929:
  - Stefan Folaron, polski filozof (zm. 2003)
  - Jan Kasiak, polski polityk, poseł na Sejm PRL (zm. 2003)
  - Wiesław Mysłek, polski filozof, religioznawca, historyk
  - Roman Stefanowski, polski działacz socjalistyczny, dziennikarz (zm. 2000)
- 1930:
  - Witold Majewski, polski piłkarz, trener piłkarski, hokeista, tenisista (zm. 2005)
  - Jerry Ragovoy, amerykański kompozytor, producent muzyczny (zm. 2011)
  - Marek Sewen, polski altowiolista, kompozytor, dyrygent, aranżer
- 1931:
  - Franciszek Biały, polski historyk, wykładowca akademicki (zm. 2017)
  - Antoine Bonifaci, francuski piłkarz (zm. 2021)
  - Mitzi Gaynor, amerykańska aktorka (zm. 2024)
  - Jan Klaassens, holenderski piłkarz (zm. 1983)
  - Jan Knapik, polski ekonomista, polityk, minister przemysłu chemicznego i lekkiego (zm. 2018)
  - Anthony de Mello, indyjski jezuita, mistyk, psychoterapeuta (zm. 1987)
  - Andonios Trakatelis, grecki biolog, wykładowca akademicki, polityk
- 1932:
  - Dinsdale Landen, brytyjski aktor (zm. 2003)
  - Wanda Majerówna, polska aktorka
  - Carlos Romero Barceló, portorykański adwokat, dyplomata, polityk, burmistrz San Juan, gubernator Portoryko (zm. 2021)
  - Zajd ibn Szakir, jordański wojskowy, polityk, premier Jordanii (zm. 2002)
  - Zdzisław Szymborski, polski aktor
- 1933:
  - Axel Andersson, szwedzki polityk, eurodeputowany
  - Richard S. Castellano, amerykański aktor pochodzenia włoskiego (ur. 1988)
  - Hubert Pala, polski piłkarz, trener (zm. 2007)
  - Mirosław Pietkiewicz, polski organista, pedagog (zm. 2020)
- 1934:
  - Karol Bal, polski filozof (zm. 2022)
  - Eduard Chil, rosyjski piosenkarz barytonowy (zm. 2012)
  - Clive Granger, walijski ekonomista, laureat Nagrody Banku Szwecji im. Alfreda Nobla w dziedzinie ekonomii (zm. 2009)
  - Juraj Herz, czeski aktor, reżyser i scenarzysta filmowy (zm. 2018)
- 1935:
  - Aleksandr Babienko, radziecki polityk
  - Jerzy Gurawski, polski architekt, scenograf, wykładowca akademicki (zm. 2022)
  - Frid Ingulstad, norweska pisarka
  - Euzebiusz Kiełkiewicz, polski inżynier, polityk, samorządowiec, prezydent Pruszkowa (zm. 2012)
- 1936:
  - Juan Carlos Cáceres, argentyński wokalista, kompozytor, malarz (zm. 2015)
  - Carlos Timoteo Griguol, argentyński piłkarz, trener (zm. 2021)
  - Sokrat Janowicz, białoruski pisarz (zm. 2013)
  - Ben Warley, amerykański koszykarz (zm. 2002)
- 1937:
  - Khagen Das, indyjski polityk (zm. 2018)
  - Dawn Fraser, australijska pływaczka
  - Janusz Przybylski, polski malarz i grafik (zm. 1998)
  - Malcolm Spence, południowoafrykański lekkoatleta, sprinter (zm. 2010)
- 1938:
  - Robert Carmody, amerykański bokser (zm. 1967)
  - Leonard Frey, amerykański aktor (zm. 1988)
  - Thomas Simons, amerykański polityk, dyplomata
- 1939:
  - Jan Haldoff, szwedzki reżyser filmowy (zm. 2010)
  - Bob May, amerykański aktor (zm. 2009)
  - Paweł Rouba, polski aktor, mim (zm. 2007)
  - Erwin Teufel, niemiecki polityk
- 1940:
  - Giulietto Chiesa, włoski dziennikarz, polityk, eurodeputowany (zm. 2020)
  - Ramón del Hoyo López, hiszpański duchowny katolicki, biskup Jaén
  - Adam Kaczmarzyk, polski podoficer zawodowy, szpieg brytyjski (zm. 1969)
  - Wilfried Kindermann, niemiecki lekkoatleta, sprinter, lekarz sportowy
- 1941:
  - Petr Král, czeski poeta, tłumacz (zm. 2020)
  - José de Jesús Martínez Zepeda, meksykański duchowny katolicki, biskup Irapuato
  - Sushil Kumar Shinde, indyjski prawnik, polityk
  - Aleksandyr Szałamanow, bułgarski piłkarz, narciarz alpejski (zm. 2021)
- 1942:
  - Bob Filner, amerykański historyk, polityk, burmistrz San Diego (zm. 2025)
  - Maria Jarymowicz, polska psycholog, profesor nauk humanistycznych
  - Roman Kasprzyk, polski piłkarz
  - Andrzej Rewilak, polski piłkarz
  - Albrecht Schläger, niemiecki polityk
  - Borys Soroka, ukraiński piłkarz
- 1943:
  - Giuseppe Gentile, włoski lekkoatleta, trójskoczek
  - Juan Godayol Colom, hiszpański duchowny katolicki, prałat terytorialny Ayaviri w Peru
  - Carlos Germán Mesa Ruiz, kolumbijski duchowny katolicki, biskup Socorro y San Gil
  - Tatjana Veinberga, łotewska siatkarka (zm. 2008)
  - Françoise de Veyrinas, francuska polityk, eurodeputowana (zm. 2008)
- 1944:
  - Hédi Annabi, tunezyjski dyplomata (zm. 2010)
  - Janusz Kosiński, polski dziennikarz muzyczny (zm. 2008)
- 1945:
  - Jan Gomoła, polski artysta fotograf
  - Jerzy Kopania, polski historyk filozofii, bioetyk, tłumacz, polityk, poseł na Sejm RP
  - Dawid Magen, izraelski polityk
  - Kirsten Roggenkamp, niemiecka lekkoatletka, sprinterka
  - Philippe Rousselot, francuski operator filmowy
  - Roman Sroczyński, polski polityk, poseł na Sejm RP
- 1946:
  - Gary Duncan, amerykański gitarzysta, członek zespołu Quicksilver Messenger Service (zm. 2019)
  - Greg Elmore, amerykański perkusista, członek zespołu Quicksilver Messenger Service
  - Katarzyna Jarosz-Rabiej, polska pisarka, poetka, wydawca
  - Anna Kiesewetter, polska pisarka, poetka, animatorka kultury
  - Dionizy (Sakatis), grecki biskup prawosławny (zm. 2021)
  - Harry Vos, holenderski piłkarz (zm. 2010)
- 1947:
  - Andrzej Adamowicz, polski polityk, rolnik, poseł na Sejm RP
  - Konstanty Dombrowicz, polski dziennikarz, samorządowiec, prezydent Bydgoszczy
  - Claus Hjort Frederiksen, duński prawnik, polityk
  - Alicja Lis, polska nauczycielka, polityk, posłanka na Sejm RP (zm. 2025)
  - Kazimierz Sas, polski nauczyciel, polityk, poseł na Sejm RP
  - Jurij Zorin, rosyjski lekkoatleta, sprinter
- 1948:
  - Michael Berryman, amerykański aktor
  - Zbigniew Andrzej Judycki, polski historyk, dziennikarz, publicysta (zm. 2023)
- 1949:
  - Ricardo Bielschowsky, brazylijski ekonomista pochodzenia żydowskiego
  - Yann Queffélec, francuski pisarz
  - Hryhorij Surkis, ukraiński przedsiębiorca, działacz piłkarski
  - Dado Topić, chorwacki piosenkarz
  - David Zubik, amerykański duchowny katolicki, biskup pomocniczy Green Bay i biskup Pittsburgha pochodzenia polskiego
- 1950:
  - René Guay, kanadyjski duchowny katolicki, biskup Chicoutimi
  - Radmilo Ivančević, serbski piłkarz, bramkarz, trener
  - Kordian Jajszczok, polski hokeista (zm. 2024)
  - Giorgio Leoni, sanmaryński piłkarz, trener
  - Frank White, amerykański baseballista
- 1951:
  - Martin Chambers, brytyjski perkusista, członek zespołu The Pretenders
  - Lucas Kalfa Sanou, burkiński duchowny katolicki, biskup Banfory
  - Jean-Luc Seret, francuski szachista (zm. 2024)
  - Tomasz Storożyński, polski koszykarz, trener
  - Kevin Stacom, amerykański koszykarz
  - Marita Ulvskog, szwedzka polityk
- 1952:
  - Alan Blumenfeld, amerykański aktor
  - Marek Denys, polski montażysta filmowy (zm. 2001)
  - Rishi Kapoor, indyjski aktor (zm. 2020)
  - Piotr Piasecki, polski jeździec sportowy, trener
  - Sugar Ray Seales, amerykański bokser
  - Maria Zaucha, polska siatkarka
- 1953:
  - Carlos Azevedo, portugalski duchowny katolicki, biskup pomocniczy patriarchatu Lizbony
  - Adrien Sibomana, burundyjski polityk, premier Burundi
  - Michael Stean, brytyjski szachista
  - Fatih Terim, turecki piłkarz, trener
- 1954:
  - Wiktor Byczkow, rosyjski aktor
  - Edward Hartwich, polski samorządowiec, wicemarszałek województwa kujawsko-pomorskiego
  - Gia Nodia, gruziński filozof, politolog, publicysta
- 1955:
  - Aleksandra Kisielewska, polska aktorka
  - Brian Schweitzer, amerykański polityk
  - Jewgienij Triefiłow, rosyjski piłkarz ręczny, trener
- 1956:
  - Blackie Lawless, amerykański wokalista, gitarzysta, członek zespołu W.A.S.P.
  - Nikola Špirić, bośniacki polityk, premier Bośni i Hercegowiny
  - Siergiej Szawło, rosyjski piłkarz pochodzenia ukraińskiego
- 1957:
  - Khandi Alexander, amerykańska aktorka
  - Dorota Lubowicka, polska lekkoatletka, wieloboistka
  - Patricia Tallman, amerykańska aktorka
- 1958:
  - Glenn Hubbard, amerykański ekonomista
  - George Hurley, amerykański perkusista, członek zespołów: Minutemen i Firehose
  - Ryszard Maciej Nyczka, polski reżyser filmowy
  - Yach Paszkiewicz, polski reżyser teledysków, animator kultury (zm. 2017)
  - Satoshi Tezuka, japoński piłkarz
- 1959:
  - Robbie Deans, nowozelandzki rugbysta, trener
  - Armin Kogler, austriacki skoczek narciarski
  - Marek Papała, polski oficer policji, komendant główny (zm. 1998)
- 1960:
  - Laurent Le Boulc’h, francuski duchowny katolicki, biskup Coutances
  - Kim Thayil, amerykański gitarzysta, kompozytor, członek zespołu Soundgarden
  - Damon Wayans, amerykański aktor, komik
- 1961:
  - Dorota Bielska, polska hokeistka na trawie
  - Bernard Casoni, francuski piłkarz, trener
  - Cédric Klapisch, francuski reżyser i scenarzysta filmowy
  - Beata Paluch, polska aktorka
  - Jerzy Terlecki, polski samorządowiec, burmistrz Polanicy-Zdroju
  - Jan van Zanen, holenderski polityk, burmistrz Hagi
- 1962:
  - Tomasz Korczak, polski prawnik, samorządowiec, burmistrz Międzylesia
  - Shin’ya Yamanaka, japoński lekarz, biolog, laureat Nagrody Nobla
  - Timothy Yu Gyoung-chon, koreański duchowny katolicki, biskup pomocniczy Seulu (zm. 2025)
  - Mariusz Zadura, polski bard, muzyk, autor tekstów piosenek
- 1963:
  - Waldemar Kraska, polski lekarz chirurg, polityk, senator RP, wiceminister zdrowia
  - Annabel Schofield, brytyjska modelka, aktorka
- 1964:
  - Maryse Éwanjé-Épée, francuska lekkoatleta, skoczkini wzwyż
  - René Pape, niemiecki śpiewak operowy (bas)
  - Tomas Sandström, szwedzki hokeista
  - Robson da Silva, brazylijski lekkoatleta, sprinter
  - Markus Zimmermann, niemiecki bobsleista
- 1965:
  - Swietłana Buraga, białoruska lekkoatletka, wieloboistka
  - Marc Degryse, belgijski piłkarz
  - Ołeksandr Kosewycz, ukraiński piłkarz, trener (zm. 2025)
  - L.J. Smith, amerykańska pisarka (zm. 2025)
- 1966:
  - Janka Diagilewa, rosyjska wokalistka, poetka (zm. 1991)
  - Marek Krajewski, polski pisarz
  - Jearl Miles-Clark, amerykańska lekkoatletka, sprinterka i biegaczka średniodystansowa
  - Gary Neiwand, australijski kolarz torowy
- 1967:
  - Robert Clarke, liberyjski piłkarz
  - Vidadi Rzayev, azerski piłkarz
- 1968:
  - John DiMaggio, amerykański aktor
  - Carlette Guidry-White, amerykańska lekkoatletka, sprinterka
  - Phill Lewis, amerykański aktor
  - Artur Malik, polski perkusista
  - Alejandro Mancuso, argentyński piłkarz
  - Mike Piazza, amerykański baseballista
- 1969:
  - Jan Białk, polski biegacz
  - Ramon Dekkers, holenderski kick-boxer (zm. 2013)
  - Werner Schuster, austriacki skoczek narciarski, trener
  - Noah Taylor, australijski aktor filmowy
- 1970:
  - Koldo Álvarez, andorski piłkarz, trener
  - Igor Cavalera, brazylijski perkusista, członek zespołu Sepultura
  - Henrike Hahn, niemiecka politolog, polityk, eurodeputowana
  - Ione Skye, amerykańska aktorka pochodzenia brytyjskiego
  - Jerzy Sobera, polski hokeista, działacz hokejowy
  - Piotr Tyszkiewicz, polski piłkarz, trener
- 1971:
  - Dawid Amsalem, izraelski piłkarz
  - Bas van de Goor, holenderski siatkarz
  - Mark Knowles, bahamski tenisista
  - Lilian Laslandes, francuski piłkarz
- 1972:
  - Dax Holdren, amerykański siatkarz plażowy
  - Daniel Nestor, kanadyjski tenisista pochodzenia serbskiego
  - Carlos Ponce, portorykański aktor, piosenkarz, kompozytor
  - Raimondas Žutautas, litewski piłkarz, trener
- 1973:
  - Jason David Frank, amerykański aktor, zawodnik mieszanych sztuk walki (MMA) (zm. 2022)
  - Magnus Johansson, szwedzki hokeista
  - Stacy Sanches, amerykańska modelka
  - Lidia Șimon, rumuńska lekkoatletka, maratonistka
- 1974:
  - Carmit Bachar, amerykańska wokalistka, członkini zespołu The Pussycat Dolls
  - Sören Bartol, niemiecki polityk
  - Katarzyna Gębala, polska biegaczka narciarska
  - Junko Kanamori, japońska siatkarka
  - Sunday Oliseh, nigeryjski piłkarz
  - José Luís Peixoto, portugalski prozaik, poeta
- 1975:
  - Sergio Ballesteros, hiszpański piłkarz
  - Agata Bulwa, polska łuczniczka
  - Leyla Chihuán, peruwiańska siatkarka
  - Mark Ronson, brytyjski producent muzyczny
  - Yoani Sánchez, kubańska filolog, dziennikarka
  - Dominic Seiterle, kanadyjski wioślarz
- 1976:
  - Lise Legrand, francuska zapaśniczka
  - Mugison, islandzki muzyk
- 1977:
  - Adrian Hădean, rumuński kuchmistrz
  - Andrew Levitas, amerykański aktor, malarz, fotograf pochodzenia greckiego
  - Serhij Perchun, ukraiński piłkarz, bramkarz (zm. 2001)
  - Lucie Silvas, brytyjska piosenkarka, autorka tekstów
  - Kia Stevens, amerykańska wrestlerka
- 1978:
  - Wes Bentley, amerykański aktor
  - Michael V. Knudsen, duński piłkarz ręczny
  - Danijel Ljuboja, serbski piłkarz
  - Borys Szyc, polski aktor
  - Christian Walz, szwedzki muzyk, wokalista
- 1979:
  - Maksim Afinogienow, rosyjski hokeista
  - Kerstin Garefrekes, niemiecka piłkarka
  - Kōsuke Matsuura, japoński kierowca wyścigowy
  - McKayla Matthews, amerykańska aktorka pornograficzna
  - Krzysztof Oloś, polski muzyk, kompozytor, członek zespołu Vesania
  - Dwight Pezzarossi, gwatemalski piłkarz
  - Wasilij Tiepłouchow, rosyjski zapaśnik
- 1980:
  - Martin Ericsson, szwedzki piłkarz
  - Ricardo Franco, meksykański aktor
  - David Garrett, niemiecko-amerykański skrzypek
  - Kaouthmen Ghanmi, tunezyjska zapaśniczka
  - Oksana Kolada, ukraińska wojskowa, funkcjonariuszka organów ścigania, polityk
  - Pat Neshek, amerykański baseballista
  - Hitomi Shimatani, japońska aktorka, piosenkarka, modelka
  - Łukasz Tupalski, polski piłkarz
- 1981:
  - Beyoncé, amerykańska piosenkarka, aktorka
  - Tomáš Hübschman, czeski piłkarz
  - Lesia Jewdokimowa, rosyjska siatkarka
  - Lacey Sturm, amerykańska piosenkarka
  - Agnieszka Wolska, polska piłkarka ręczna
- 1982:
  - Marcin Bachleda, polski skoczek narciarski
  - Lorenzo Balducci, włoski aktor
  - Lou Doillon, francuska aktorka, piosenkarka, modelka
  - Hildur Guðnadóttir, islandzka kompozytorka, wiolonczelistka
  - Mark Lewis-Francis, brytyjski lekkoatleta, sprinter
  - Kerrie Meares, australijska kolarka torowa
- 1983:
  - Jana Horáková, czeska kolarka górska i BMX
  - Leobardo López, meksykański piłkarz
  - Margit Rüütel, estońska tenisistka
  - Bartosz Sarzało, polski koszykarz
  - Armands Šķēle, łotewski koszykarz
- 1984:
  - Jonathan Adam, szkocki kierowca wyścigowy
  - Konstantin Barulin, rosyjski hokeista, bramkarz
  - Boniek García, honduraski piłkarz
  - Tetiana Łużanśka, ukraińska tenisistka
  - Iva Slišković, chorwacka koszykarka
  - Bine Zupan, słoweński skoczek narciarski
- 1985:
  - Raúl Albiol, hiszpański piłkarz
  - Christian Burns, amerykański koszykarz
  - Kaillie Humphries, kanadyjska bobsleistka
  - Lola Yoʻldosheva, uzbecka piosenkarka, aktorka
- 1986:
  - Alexandra Borbély, węgierska aktorka
  - Faider Hernández, kolumbijski bokser
  - Aaron Hunt, niemiecki piłkarz
  - Rafał Moks, polski zawodnik MMA (zm. 2022)
  - James Younghusband, filipiński piłkarz
- 1987:
  - Wesley Blake, amerykański wrestler
  - Katri Kulmuni, fińska działaczka samorządowa, polityk
  - Maryna Linczuk, białoruska modelka
- 1988:
  - Mustapha Carayol, gambijski piłkarz
  - Adelina Cojocariu, rumuńska wioślarka
  - Adam Duvall, amerykański baseballista
  - Ovidijus Galdikas, litewski koszykarz
  - J.J. Hickson, amerykański koszykarz
  - Hernán Márquez, meksykański bokser
  - Taylor Ritzel, amerykańska wioślarka
- 1989:
  - Marta Bechis, włoska siatkarka
  - Agnieszka Bezrączko, polska judoczka
  - Barry Douglas, szkocki piłkarz
  - Alejandro Silva, urugwajski piłkarz
  - Andrelton Simmons, baseballista z Curaçao
  - Agnes Sperrer, austriacka wioślarka
  - Jan Ziobro, polski polityk, poseł na Sejm RP
- 1990:
  - Chrystyna Antonijczuk, ukraińska tenisistka
  - James Bay, brytyjski piosenkarz, gitarzysta
  - Jewhen Budnik, ukraiński piłkarz
  - Paula Bzura, polska łyżwiarka szybka, specjalistka short tracku
  - Olha Charłan, ukraińska szablistka
  - Stefanía Fernández, wenezuelska modelka, zwyciężczyni konkursów piękności
  - Aimi Haraguni, japońska wokalistka, gitarzystka, autorka tekstów, członkini zespołu Stereopony
  - Jekatierina Kolesowa, rosyjska lekkoatletka, tyczkarka
  - Danijel Koncilja, słoweński siatkarz
  - Izabela Mikołajczyk, polska lekkoatletka, wieloboistka
- 1991:
  - Aleksandar Atanasijević, serbski siatkarz
  - Pavol Bajza, słowacki piłkarz, bramkarz
  - Jessica Depauli, austriacka narciarka alpejska
  - Joe Haines, brytyjski żużlowiec
- 1992:
  - Sara Hector, szwedzka narciarka alpejska
  - Layvin Kurzawa, francuski piłkarz pochodzenia polskiego
  - Keanau Post, kanadyjski koszykarz
- 1993:
  - Kahina Arbouche, algierska siatkarka
  - Yannick Carrasco, belgijski piłkarz pochodzenia hiszpańskiego
  - Hsiang Chun-hsien, tajwański lekkoatleta, skoczek wzwyż
  - Thomas Jaeschke, amerykański siatkarz pochodzenia niemieckiego
  - Chantal Škamlová, słowacka tenisistka
  - Xu Huiqin, chińska lekkoatletka, tyczkarka
- 1994:
  - Sabina Sharipova, uzbecka tenisistka
  - Jacob Wiley, amerykański koszykarz
- 1995:
  - Laurens De Plus, belgijski kolarz szosowy
  - Oliwer Kaski, fiński hokeista
  - Forrest Molinari, amerykańska zapaśniczka
- 1996:
  - Michael Ciccarelli, kanadyjski snowboardzista
  - Mikayla Cowling, amerykańska koszykarka
  - Elsadig Hassan, sudański piłkarz
  - Kamil Rybicki, polski zapaśnik
  - Jambaljamts Sainbayar, mongolski kolarz szosowy
  - Marek Teler, polski dziennikarz, publicysta
- 1997:
  - Isiah Brown, amerykański koszykarz
  - Willis Furtado, kabowerdyjski piłkarz
- 1998:
  - Sophie Capewell, brytyjska kolarka torowa
  - Sofja Fiodorowa, rosyjska snowboardzistka
  - Martin Nečas, czeski piłkarz
  - Ołeksandr Okipniuk, ukraiński narciarz dowolny
- 2000:
  - Sergio Gómez, hiszpański piłkarz
  - Eléonora Molinaro, luksemburska tenisistka pochodzenia włoskiego
  - Yuki Nishikawa, japońska siatkarka
- 2001 – Jakub Augustyniak, polski lekkoatleta, średniodystansowiec
- 2002 – Zaid Qunbar, palestyński piłkarz
- 2003:
  - Dávid Betlehem, węgierski pływak
  - Kennedy Blades, amerykańska zapaśniczka
  - Tang Muhan, chińska pływaczka
- 2004 – Hanna Faulhaber, amerykańska narciarka dowolna

## Zmarli
- 422 – Bonifacy I, papież, święty (ur. ?)
- 454 – Dioskur I, patriarcha Aleksandrii (ur. ?)
- 799 – Musa al-Kazim, imam (ur. 745)
- 1037 – Bermudo III, król Leónu (ur. ok. 1017)
- 1063 – Tughril Beg, sułtan Wielkich Seldżuków (ur. 990)
- 1154 – Gilbert de la Porrée, francuski filozof (ur. 1076)
- 1207:
  - Bonifacy I, margrabia Montferratu, dowódca IV wyprawy krzyżowej, król Tesaloniki (ur.?)
  - Raimbaut de Vaqueiras, francuski poeta, trubadur (ur. ok. 1150)
- 1306 – Pierre Arnaud de Puyanne, francuski kardynał (ur. ?)
- 1324 – Sancho I, król Majorki (ur. 1276)
- 1369 – Marek z Viterbo, włoski kardynał (ur. ok. 1304)
- 1418 – Antonio de Challant, francuski kardynał (ur. 1350)
- 1461 – Humajun Szach, sułtan Dekanu (ur. ?)
- 1465 – Louis d’Albret, francuski duchowny katolicki, biskup Aire, Cahors i Tarbes, kardynał (ur. 1422)
- 1515 – Barbara Hohenzollern, margrabianka brandenburska, księżna głogowska (ur. 1464)
- 1545 – Johann Thiel, niemiecki duchowny katolicki, sufragan wrocławski (ur. 1485)
- 1555 – Paweł Algimunt Holszański, książę litewski, biskup łucki i wileński (ur. 1490)
- 1574 – Katarzyna z Racconigi, włoska tercjarka dominikańska, mistyczka, błogosławiona (ur. 1487)
- 1588 – Robert Dudley, angielski arystokrata (ur. 1532)
- 1618 – Mikołaj Rusca, szwajcarski duchowny katolicki, męczennik, błogosławiony (ur. 1563)
- 1631 – Andrzej Lipski, polski duchowny katolicki, biskup łucki, włocławski i krakowski, podkanclerzy koronny, kanclerz wielki koronny, prawnik, historyk (ur. 1572)
- 1646 – Anna Sobieska, polska szlachcianka, brygidka (ur. ok. 1592)
- 1666 – Girolamo Colonna, włoski kardynał (ur. 1604)
- 1667 – Melchiorre Cafà, maltański rzeźbiarz (ur. 1636)
- 1696 – Celestino Sfondrati, włoski kardynał (ur. 1644)
- 1745 – Chrystian Ernest, książę Saksonii-Coburg-Saalfeld (ur. 1683)
- 1750 – José de Cañizares, hiszpański dramatopisarz (ur. 1676)
- 1767 – Charles Townshend, brytyjski polityk (ur. 1725)
- 1771 – Frederick Calvert, brytyjski arystokrata, właściciel kolonii Maryland (ur. 1731)
- 1784 – César-François Cassini de Thury, francuski astronom, kartograf (ur. 1714)
- 1787 – Samuel Christian Hollmann, niemiecki fizyk, filozof (ur. 1696)
- 1806:
  - Wilhelm Gottlieb Korn, niemiecki księgarz, wydawca (ur. 1739)
  - Charles Pettit, amerykański prawnik, kupiec, polityk (ur. 1736)
- 1811 – Friedrich von Buxhoeveden, niemiecki generał w służbie rosyjskiej (ur. 1750)
- 1812 – Hieronim Janusz Sanguszko, polski generał, wojewoda wołyński (ur. 1743)
- 1813:
  - Jean-François Thomas de Thomon, szwajcarski architekt (ur. 1760)
  - James Wyatt, brytyjski architekt (ur. 1746)
- 1821 – José Miguel Carrera, chilijski generał, polityk, prezydent Chile (ur. 1785)
- 1825 – Frederick Howard, brytyjski arystokrata, polityk, dyplomata, pisarz (ur. 1748)
- 1827 – Heinrich Boie, niemiecki zoolog (ur. 1784)
- 1831 – Józef Peszka, polski malarz (ur. 1767)
- 1834 – Maria Franciszka Bragança, infantka portugalska i hiszpańska (ur. 1800)
- 1839 – Hermann Olshausen, niemiecki teolog protestancki (ur. 1796)
- 1840 – Jan Marcin Bansemer, polski kartograf, działacz emigracyjny pochodzenia niemieckiego (ur. 1802)
- 1844 – Daniel Kondratowicz, polski malarz portrecista (ur. 1765)
- 1855 – Emma Tatham, brytyjska poetka (ur. 1829)
- 1863:
  - Tytus Peszyński, polski ziemianin, uczestnik powstania styczniowego (ur. ?)
  - Edward Nyáry, węgierski hrabia, major, uczestnik powstania styczniowego (ur. ok. 1830)
- 1868 – Eduard Friedrich Poeppig, niemiecki zoolog, botanik, odkrywca (ur. 1798)
- 1869 – Karol Moszczański, polski chirurg, balneolog, działacz polityczny i niepodległościowy (ur. 1817)
- 1880 – Cándido Bareiro, paragwajski polityk, prezydent Paragwaju (ur. 1833)
- 1884 – Wilhelm Engerth, austriacki inżynier, architekt (ur. 1814)
- 1887 – Antoni Stabik, polski duchowny katolicki, poeta, działacz narodowy na Górnym Śląsku (ur. 1807)
- 1888 – Jón Árnason, islandzki folklorysta, muzealnik (ur. 1819)
- 1889 – Maurice Sand, francuski pisarz, grafik (ur. 1823)
- 1891 – Michaił Kojałowicz, rosyjski historyk, publicysta, wykładowca akademicki pochodzenia białoruskiego (ur. 1828)
- 1893 – Francis Adams, australijski pisarz, dziennikarz (ur. 1862)
- 1900 – Józef Brodowski (młodszy), polski malarz (ur. 1828)
- 1904 – Martin Johnson Heade, amerykański malarz (ur. 1819)
- 1907 – Edvard Grieg, norweski kompozytor, pianista, dyrygent pochodzenia szkockiego (ur. 1843)
- 1908:
  - Rūdolfs Blaumanis, łotewski prozaik, dramaturg, dziennikarz (ur. 1863)
  - Thomas Judson, walijski rugbysta (ur. 1857)
  - Klemens Kołakowski, polski dziennikarz, wydawca prasowy (ur. 1856)
- 1911 – Leon Wagenfisz, polski lekarz, uczestnik powstania styczniowego, zesłaniec pochodzenia żydowskiego (ur. 1841)
- 1912 – Aleksander Linko, rosyjski zoolog (ur. 1872)
- 1914 – Charles Péguy, francuski poeta, dramaturg, publicysta (ur. 1873)
- 1915:
  - John Fuller, brytyjski polityk, administrator kolonialny (ur. 1864)
  - Kazimierz Mugenschnabel, polski podporucznik Legionów Polskich (ur. 1894)
- 1916 – José Echegaray y Eizaguirre, hiszpański inżynier, matematyk, polityk, dramaturg, laureat Nagrody Nobla (ur. 1832)
- 1917:
  - Erich Hahn, niemiecki pilot wojskowy, as myśliwski (ur. 1891)
  - Franciszek Woroniecki, polski przedsiębiorca (ur. ?)
- 1918 – Makary (Gniewuszew), rosyjski biskup prawosławny, nowomęczennik, święty (ur. 1858)
- 1921 – Wilhelm Kotarbiński, polski malarz (ur. 1848)
- 1922:
  - Theodore Arlington Bell, amerykański polityk (ur. 1872)
  - Edward Anthony Spitzka, amerykański neurolog, neuroanatom pochodzenia niemieckiego (ur. 1876)
- 1923 – Howdy Wilcox, amerykański kierowca wyścigowy (ur. 1889)
- 1925 – Morris Simmonds, niemiecki patolog, wykładowca akademicki (ur. 1855)
- 1927:
  - Paula von Lamberg, austriacka hrabina, narciarka (ur. 1887)
  - Wincenty Rawski (młodszy), polski architekt, budowniczy (ur. 1850)
- 1929 – Dina Belanger, kanadyjska zakonnica, mistyczka, błogosławiona (ur. 1897)
- 1930:
  - Władimir Arsienjew, rosyjski oficer, etnograf, pisarz (ur. 1872)
  - Roman Wesołowski, polski pułkownik artylerii (ur. 1885)
- 1931 – Franciszek Pajerski, polski prawnik, urzędnik ministerialny, działacz społeczny, publicysta (ur. 1891)
- 1932 – Moses Allen Starr, amerykański neurolog (ur. 1854)
- 1933:
  - Jerzy Czeszejko-Sochacki, polski polityk socjalistyczny i komunistyczny (ur. 1892)
  - Józef Latour, polski generał dywizji (ur. 1853)
- 1934 – Paul Aust, niemiecki malarz, grafik (ur. 1866)
- 1935:
  - Wojciech Falewicz, polski generał dywizji (ur. 1863)
  - Bogusław Parczewski, polski lekarz, działacz społeczny, powstaniec śląski, filantrop (ur. 1869)
  - Jacques Peirotes, francuski polityk, mer Strasburga (ur. 1869)
- 1936:
  - Paschalis Carda Saporta, hiszpański duchowny katolicki, męczennik, błogosławiony (ur. 1893)
  - Bernard z Lugar Nuevo de Fenollet, hiszpański kapucyn, męczennik, błogosławiony (ur. 1867)
  - Franciszek Sendra Ivars, hiszpański duchowny katolicki, męczennik, błogosławiony (ur. 1899)
- 1937:
  - Juan Campisteguy, urugwajski wojskowy, prawnik, polityk, prezydent Urugwaju (ur. 1859)
  - Aleksy (Orłow), rosyjski biskup i święty prawosławny (ur. 1862)
  - Jewgienij Paszukanis, rosyjski teoretyk prawa pochodzenia litewskiego (ur. 1891)
  - Andrzej (Uchtomski), rosyjski biskup i święty prawosławny (ur. 1872)
- 1938 – Patrick Joseph Hayes, amerykański duchowny katolicki, arcybiskup Nowego Jorku, kardynał (ur. 1867)
- 1939:
  - Zdzisław Górniak, polski porucznik obserwator (ur. 1912)
  - Adam Kandziora, polski podporucznik obserwator (ur. 1913)
  - Władysław Kołomłocki, polski porucznik rezerwy, geograf, przyrodnik, działacz harcerski, malarz, rysownik (ur. 1892)
  - Andrzej Sołtan-Pereświat, polski wioślarz, żołnierz (ur. 1906)
  - Ignacy Trenda, polski chłop, męczennik (ur. 1882)
  - Konstanty Woźniczka, polski górnik, działacz narodowy (ur. 1894)[4]
- 1940:
  - Ludwik Fritsche, polski aktor (ur. 1872)
  - Stefan Gulanicki, polski producent filmowy, kierownik produkcji, charakteryzator, aktor (ur. 1873)
  - Alfred Kienzle, niemiecki piłkarz wodny, żołnierz (ur. 1913)
- 1942:
  - Václav Čikl, czeski duchowny prawosławny, uczestnik ruchu oporu (ur. 1900)
  - Gorazd II (Pavlík), czeski biskup prawosławny, święty (ur. 1879)
  - Marian Grabowski, polski samorządowiec, prezydent-elekt Siedlec, radny miejski (ur. 1897)
  - Zsigmond Móricz, węgierski pisarz (ur. 1879)
  - Boris Pirożkow, radziecki pilot wojskowy, as myśliwski (ur. 1917)
- 1943:
  - Rafał Niedzielski, polski podporucznik kawalerii, oficer AK, cichociemny (ur. 1923)
  - Zygmunt Przyrembel, polski chemik, wykładowca akademicki, historyk przemysłu cukierniczego, dziennikarz (ur. 1874)
- 1944 – Polegli w powstaniu warszawskim:
  - Roman Morawski, polski podporucznik AK (ur. 1916)
  - Leon Nowakowski, polski major, żołnierz AK (ur. 1908)
  - Jadwiga Piekarska, polska starszy sierżant, łączniczka, żołnierz AK (ur. 1905)
  - Wiktor Potrzebski, polski duchowny katolicki, kapelan AK (ur. 1880)
  - Alicja Sikorska, polska harcerka (ur. 1924 lub 26)
- 1944:
  - Erich Fellgiebel, niemiecki generał (ur. 1886)
  - Heinrich von Lehndorff, niemiecki arystokrata, wojskowy (ur. 1909)
  - Margery Williams, brytyjsko-amerykańska pisarka (ur. 1881)
- 1946:
  - Thomas Falcon Hazell, irlandzki major pilot, as myśliwski (ur. 1892)
  - Nobu Shirase, japoński wojskowy, badacz Antarktydy (ur. 1861)
- 1947 – Władysław Wieruski, polski porucznik artylerii, adwokat (ur. 1896)
- 1948 – Ryszard Borello, włoski paulista, Sługa Boży (ur. 1916)
- 1949:
  - Paul Chocque, francuski kolarz torowy, szosowy i przełajowy (ur. 1910)
  - Erazm Czarnecki, polski polityk i działacz polonijny w Wolnym Mieście Gdańsku (ur. 1892)
  - Herbert Eulenberg, niemiecki poeta, prozaik (ur. 1876)
  - Zygmunt Żuławski, polski działacz związkowy i socjalistyczny, polityk, wicemarszałek Sejmu RP (ur. 1880)
- 1951 – Sigmund Bakala, czeski działacz antykomunistyczy (ur. 1925)
- 1952:
  - Bronisław Koszutski, polski okulista, działacz ruchu robotniczego, polityk, prezydent Kalisza (ur. 1875)
  - Adam Ronikier, polski hrabia, ziemianin, polityk (ur. 1881)
  - Józef Węgrzyn, polski aktor, reżyser (ur. 1884)
- 1953:
  - Magdalon Monsen, norweski piłkarz (ur. 1910)
  - Leon Wernic, polski dermatolog, wenerolog, eugenik (ur. 1870)
- 1954 – Maurice Tillet, francuski zapaśnik (ur. 1903)
- 1955:
  - Olga Lubecka-Helfgot, polska działaczka komunistyczna pochodzenia żydowskiego (ur. 1902)
  - Helena Stuchłowa, polska okulistka pochodzenia żydowskiego (ur. 1897)
- 1956:
  - Augustin Chantrel, francuski piłkarz (ur. 1906)
  - Rudolf Wacek, polski nauczyciel, sportowiec, działacz i dziennikarz sportowy, myśliwy, pisarz, publicysta (ur. 1883)
- 1957 – Hermann Kastner, niemiecki prawnik, wykładowca akademicki, polityk (ur. 1886)
- 1958 – Karl Wittig, niemiecki kolarz szosowy i torowy (ur. 1890)
- 1959 – Hazel Buckham, amerykańska aktorka (ur. 1888)
- 1961 – Arthur Law, nowozelandzki rugbysta (ur. 1904)
- 1962:
  - Ernst Mundt, niemiecka ofiara muru berlińskiego (ur. 1921)
  - Karol Polakiewicz, polski kapitan, prawnik, polityk, wicemarszałek Sejmu RP (ur. 1893)
  - Witold Sławiński, polski botanik, mikrobiolog (ur. 1888)
- 1963 – Robert Schuman, francuski polityk, premier Francji, jeden z ojców Unii Europejskiej, Sługa Boży (ur. 1886)
- 1965:
  - Thomas Hampson, brytyjski lekkoatleta, średniodystansowiec (ur. 1907)
  - Albert Schweitzer, niemiecki teolog luterański, filozof, organista, muzykolog, lekarz, laureat Pokojowej Nagrody Nobla (ur. 1875)
- 1969 – Maria Kelles-Krauz, polska działaczka socjalistyczna (ur. 1882)
- 1970 – Siergiej Wierszynin, radziecki generał major, polityk (ur. 1896)
- 1971:
  - Edwin Jędrkiewicz, polski poeta, prozaik, dramaturg, tłumacz (ur. 1889)
  - Wacław Jurek, polski chorąży pilot (ur. 1896)
- 1972 – Stanisław Milski, polski aktor, reżyser teatralny (ur. 1897)
- 1973:
  - Stanisław Dąbrowski, polski malarz, grafik, historyk sztuki (ur. 1892)
  - Elise Ottesen-Jensen, szwedzko-norweska popularyzatorka edukacji seksualnej, aktywistka polityczna (ur. 1886)
- 1974:
  - Creighton Abrams, amerykański generał (ur. 1914)
  - Marcel Achard, francuski dramatopisarz, scenarzysta filmowy (ur. 1899)
  - Paweł Steller, polski malarz, rysownik (ur. 1895)
- 1976 – George Groves, amerykański dźwiękowiec (ur. 1901)
- 1977:
  - Kajetan Czarkowski-Golejewski, polski ziemianin, podpułkownik pilot, pracownik Rozgłośni Polskiej RWE (ur. 1897)
  - Jan Elfring, holenderski piłkarz (ur. 1902)
  - Adolphe Jauréguy, francuski rugbysta (ur. 1898)
- 1979 – Sefton Delmer, brytyjski dziennikarz, działacz czarnej propagandy przeciwko III Rzeszy (ur. 1904)
- 1980:
  - Erast Garin, radziecki aktor (ur. 1902)
  - Walter Arnold Kaufmann, niemiecko-amerykański filozof, tłumacz, poeta (ur. 1921)
- 1981:
  - Carl Knowles, amerykański koszykarz (ur. 1910)
  - Adam Żebrowski, polski prawnik, polityk, bankowiec (ur. 1913)
- 1983 – Katsutoshi Nekoda, japoński siatkarz (ur. 1944)
- 1984:
  - Fedir Bohatyrczuk, ukraiński lekarz, szachista, działacz emigracyjny (ur. 1892)
  - Henryk Łowmiański, polski historyk, mediewista (ur. 1898)
- 1985:
  - Isabel Jeans, brytyjska aktorka (ur. 1891)
  - George O’Brien, amerykański aktor (ur. 1899)
  - Wasyl Stus, ukraiński poeta, krytyk literacki, publicysta (ur. 1938)
- 1986 – Hank Greenberg, amerykański baseballista (ur. 1911)
- 1987 – Richard Marquand, brytyjski reżyser filmowy (ur. 1937)
- 1989:
  - Zenon Kliszko, polski podporucznik, polityk, poseł do KRN, wicemarszałek Sejmu PRL (ur. 1908)
  - Georges Simenon, belgijski pisarz (ur. 1903)
- 1990 – Irene Dunne, amerykańska aktorka (ur. 1898)
- 1991:
  - Charlie Barnet, amerykański saksofonista jazzowy, kompozytor (ur. 1913)
  - Henri de Lubac, francuski jezuita, teolog, kardynał (ur. 1896)
- 1993:
  - Grzegorz Kolosa, polski działacz NSZZ Solidarność (ur. 1965)
  - Baltasar Lobo, hiszpański rzeźbiarz, anarchista (ur. 1910)
  - Hervé Villechaize, amerykański aktor pochodzenia francuskiego (ur. 1943)
- 1994 – Ignacy Mielnicki, polski budowniczy harmonii 3-rzędowych, muzykant ludowy (ur. 1909)
- 1995 – Jędrek Połonina, polski bard bieszczadzki, poeta, rzeźbiarz, malarz (ur. 1949)
- 1996 – Sam Cook, angielski krykiecista (ur. 1921)
- 1997:
  - Hans Eysenck, brytyjski psycholog pochodzenia niemieckiego (ur. 1916)
  - Alfred Kałuziński, polski piłkarz ręczny (ur. 1952)
  - Aldo Rossi, włoski architekt, designer, publicysta (ur. 1931)
- 1998:
  - Ernst Jaakson, estoński dyplomata (ur. 1905)
  - Konrad Świetlik, polski generał brygady (ur. 1911)
- 1999 – Orlando Pereira, brazylijski piłkarz (ur. 1949)
- 2000:
  - Mary Shepard, brytyjska ilustratorka (ur. 1909)
  - Augusto Vargas Alzamora, peruwiański duchowny katolicki, arcybiskup Limy i prymas Peru, kardynał (ur. 1922)
- 2001 – Zdzisław Winiarczyk, polski aktor (ur. ?)
- 2002 – Jerome Biffle, amerykański lekkoatleta, skoczek w dal (ur. 1928)
- 2003:
  - Ben Aris, brytyjski aktor (ur. 1937)
  - Piotr Bazanow, radziecki generał porucznik lotnictwa (ur. 1923)
  - Witold Szyguła, polski piłkarz, bramkarz, trener (ur. 1940)
  - Tibor Varga, węgierski skrzypek, dyrygent, pedagog (ur. 1921)
- 2004 – Alphonso Ford, amerykański koszykarz (ur. 1971)
- 2005:
  - Majer Bogdański, polski kapral, muzyk, kompozytor, krawiec pochodzenia żydowskiego (ur. 1912)
  - Andrzej Kijowski, polski prawnik, sędzia Sądu Najwyższego (ur. 1945)
- 2006:
  - Giacinto Facchetti, włoski piłkarz (ur. 1942)
  - Steve Irwin, australijski przyrodnik (ur. 1962)
  - Gerhard Thyben, niemiecki pilot wojskowy, as myśliwski (ur. 1922)
- 2009 – Ryszard Rzepecki, polski fotoreporter (ur. 1941)
- 2010:
  - Janusz Kidawa, polski reżyser filmowy (ur. 1931)
  - Ryszard Major, polski reżyser teatralny (ur. 1948)
  - Jamarber Marko, albański dziennikarz, poeta (ur. 1951)
- 2012:
  - André Delelis, francuski polityk (ur. 1924)
  - Józef Szaniawski, polski politolog, historyk, sowietolog, dziennikarz, publicysta, działacz opozycji antykomunistycznej (ur. 1944)
- 2013:
  - Eugene Balon, kanadyjski ichtiolog, zoolog pochodzenia polsko-czeskiego (ur. 1930)
  - Stanisław Stiepaszkin, rosyjski bokser (ur. 1940)
- 2014:
  - Wanda Bajerówna, polska aktorka (ur. 1923)
  - Donatas Banionis, litewski aktor (ur. 1924)
  - Włodzimierz Kotoński, polski kompozytor (ur. 1925)
  - Wolfhart Pannenberg, niemiecki teolog luterański, filozof religii (ur. 1928)
  - Joan Rivers, amerykańska aktorka, prezenterka telewizyjna (ur. 1933)
- 2015:
  - Chandra Bahadur Dangi, nepalski tkacz, najniższy człowiek świata (ur. 1939)
  - Rico Rodriguez, brytyjski puzonista pochodzenia jamajskiego (ur. 1934)
  - Andrzej Szal, polski hokeista (ur. 1942)
- 2016:
  - Adam Bielański, polski chemik, wykładowca akademicki (ur. 1912)
  - Klaus Katzur, niemiecki pływak (ur. 1943)
  - Krystyna Lutyńska, polska socjolog (ur. 1931)
  - Nowiełła Matwiejewa, rosyjska pieśniarka, pisarka, poetka, scenarzystka, autorka sztuk teatralnych, literaturoznawczyni (ur. 1934)
- 2017:
  - Stanisław Bylina, polski historyk, mediewista (ur. 1936)
  - Piotr Pawlusiak, polski skoczek narciarski, trener (ur. 1942)
  - José Sepúlveda Ruiz-Velasco, meksykański duchowny katolicki, biskup Tuxtla Gutiérrez i San Juan de los Lagos (ur. 1921)
- 2018:
  - Régis Belzile, kanadyjski duchowny katolicki, biskup Moundou (ur. 1931)
  - Sydney Charles, grenadyjski duchowny katolicki, biskup Saint George’s (ur. 1926)
  - Bill Daily, amerykański aktor (ur. 1927)
  - Paul Koech, kenijski lekkoatleta, długodystansowiec (ur. 1969)
  - Adam Naruszewicz, polski koszykarz (ur. 1942)
  - Krzysztof Sitko, polski piłkarz (ur. 1967)
- 2019:
  - Polikarp Adamiec, polski pilot szybowcowy i samolotowy (ur. 1929)
  - Edgardo Andrada, argentyński piłkarz (ur. 1939)
  - Pál Berendi, węgierski piłkarz (ur. 1932)
  - Roger Etchegaray, francuski duchowny katolicki, arcybiskup Marsylii, kardynał (ur. 1922)
  - Tevfik Kış, turecki zapaśnik (ur. 1934)
  - Bohdan Mroziewicz, polski elektronik, optoelektronik (ur. 1933)
  - Florian Śmieja, polski poeta, tłumacz (ur. 1925)
  - Nenad Šulava, chorwacki szachista (ur. 1962)
- 2020:
  - Annie Cordy, belgijska aktorka, piosenkarka, tancerka (ur. 1928)
  - Andrzej Gawroński, polski aktor (ur. 1935)
  - Jerzy Mellibruda, polski psycholog, psychoterapeuta (ur. 1938)
  - Gary Peacock, amerykański kontrabasista jazzowy (ur. 1935)
  - Dmitrij Swietuszkin, mołdawski szachista (ur. 1980)
- 2021:
  - Albert Giger, szwajcarski biegacz narciarski (ur. 1946)
  - Abdul Amir Kabalan, libański duchowny szyicki (ur. 1936)
  - Jan Karwowski, polski ekonomista, wykładowca akademicki (ur. 1937)
  - Józef Nyka, polski alpinista, taternik, popularyzator alpinizmu i turystyki górskiej, autor przewodników turystycznych (ur. 1924)
- 2022:
  - Zofia Bajuk, polska aktorka (ur. 1935)
  - Janusz Batugowski, polski piłkarz, trener (ur. 1948)
  - Edward Hulewicz, polski wokalista, kompozytor, autor tekstów, założyciel i członek zespołu Tarpany (ur. 1937)
  - Boris Łagutin, rosyjski bokser (ur. 1938)
  - Allan Rzepka, polski malarz, scenograf teatralny (ur. 1940)
  - Thorkild Simonsen, duński nauczyciel, samorządowiec, polityk, burmistrz Aarhus, minister spraw wewnętrznych (ur. 1926)
- 2023:
  - Guðbergur Bergsson, islandzki pisarz (ur. 1932)
  - Steven Harwell, amerykański wokalista, autor tekstów, członek zespołu Smash Mouth (ur. 1967)
  - Ireneusz Michaś, polski lekarz weterynarii, polityk, senator RP (ur. 1938)
  - Ferid Murad, amerykański farmakolog, laureat Nagroda Nobla (ur. 1936)
  - Gary Wright, amerykański wokalista rockowy, kompozytor, autor tekstów (ur. 1943)
- 2024:
  - Luis Ayala, chilijski tenisista (ur. 1932)
  - Borisav Đorđević, serbski piosenkarz, autor tekstów, założyciel i członek zespołu Riblja čorba (ur. 1952)
  - Hermes Ramírez, kubański lekkoatleta, sprinter (ur. 1948)